# Seznam dílů seriálu Banda
Toto je seznam dílů seriálu Banda. Americký akční televizní seriál Banda je vysílán od 26. července 2019 na streamovací platformě Prime Video. Dosud bylo zveřejněno 24 dílů seriálu. Český dabing první řady pochází z roku 2020, druhé řady z roku 2021 a třetí je z roku 2022.

## Přehled řad
| Řada | Díly | Premiéra na Prime Videu | Premiéra na Prime Videu |
| Řada | Díly | První díl               | Poslední díl            |
| ---- | ---- | ----------------------- | ----------------------- |
| 1    | 8    | 26. července 2019       | 26. července 2019       |
| 2    | 8    | 4. září 2020            | 9. října 2020           |
| 3    | 8    | 3. června 2022          | 8. července 2022        |

## Seznam dílů

### První řada (2019)
| Č. v seriálu | Č. v řadě | Původní název                 | Český název            | Režie            | Scénář                                     | Premiéra na Prime Videu |
| ------------ | --------- | ----------------------------- | ---------------------- | ---------------- | ------------------------------------------ | ----------------------- |
| 1            | 1         | The Name of the Game          | Karty jsou rozdaný     | Dan Trachtenberg | Eric Kripke                                | 26. července 2019       |
| 2            | 2         | Cherry                        | Hustý                  | Matt Shakman     | Eric Kripke                                | 26. července 2019       |
| 3            | 3         | Get Some                      | Vzorek                 | Phil Sgriccia    | George Mastras                             | 26. července 2019       |
| 4            | 4         | The Female of the Species     | Ženská svého druhu     | Fred Toye        | Craig Rosenberg                            | 26. července 2019       |
| 5            | 5         | Good for the Soul             | Dobře na duši          | Stefan Schwartz  | Anne Cofell Saunders                       | 26. července 2019       |
| 6            | 6         | The Innocents                 | Nevinní                | Jennifer Phang   | Rebecca Sonnenshine                        | 26. července 2019       |
| 7            | 7         | The Self-Preservation Society | Společnost sebezáchovy | Dan Attias       | Craig Rosenberg a Ellie Monahan            | 26. července 2019       |
| 8            | 8         | You Found Me                  | Tak jsi mě našel       | Eric Kripke      | Anne Cofell Saunders a Rebecca Sonnenshine | 26. července 2019       |

### Druhá řada (2020)
| Č. v seriálu | Č. v řadě | Původní název                                   | Český název                     | Režie           | Scénář              | Premiéra na Prime Videu |
| ------------ | --------- | ----------------------------------------------- | ------------------------------- | --------------- | ------------------- | ----------------------- |
| 9            | 1         | The Big Ride                                    | Velká jízda                     | Phil Sgriccia   | Eric Kripke         | 4. září 2020            |
| 10           | 2         | Proper Preparation and Planning                 | Řádná příprava a plánování      | Liz Friedlander | Rebecca Sonnenshine | 4. září 2020            |
| 11           | 3         | Over the Hill with the Swords of a Thousand Men | Ze zálohy s tisícovkou rytířů   | Steve Boyum     | Craig Rosenberg     | 4. září 2020            |
| 12           | 4         | Nothing Like It in the World                    | Nic z našeho světa              | Fred Toye       | Michael Saltzman    | 11. září 2020           |
| 13           | 5         | We Gotta Go Now                                 | Už musíme jít                   | Batan Silva     | Ellie Monahan       | 18. září 2020           |
| 14           | 6         | The Bloody Doors Off                            | A dveře jsou pryč               | Sarah Boyd      | Anslem Richardson   | 25. září 2020           |
| 15           | 7         | Butcher, Baker, Candlestick Maker               | Ten dělá to a Butcher zas tohle | Stefan Schwartz | Craig Rosenberg     | 2. října 2020           |
| 16           | 8         | What I Know                                     | Co já vím                       | Alex Graves     | Rebecca Sonnenshine | 9. října 2020           |

### Třetí řada
V červenci 2020 bylo oznámeno objednání třetí řady seriálu. Vysílání začalo 3. června 2022.
Dosud bylo zveřejněno 19 dílů seriálu.